# Marie Louville
Marie Louville, née le 10 février 1946, est une journaliste française, spécialiste du Tibet, grand reporter et réalisatrice de films documentaires sur le Tibet. 

## Voyages
Sa rencontre avec le Tibet date de 1987 où elle part filmer le Toit du Monde sur les traces d'Alexandra David-Néel. Elle arrive à Lhassa au moment des Troubles au Tibet en 1987. En 1987, le 14e dalaï-lama n’a pas encore eu le prix Nobel de la Paix et la cause tibétaine est peu médiatisée, elle réalise un court reportage sur la situation au Tibet qui sera diffusé au cours du journal télévisé d'Antenne2. 
En 1991, elle réalise un documentaire sur la résistance tibétaine, Tibet: l'armée des ombres qui sera aussi diffusé sur Antenne2. 
En 1997, deux ans après l'enlèvement par le gouvernement chinois du jeune Gedhun Choekyi Nyima, reconnu par le 14e dalaï-lama comme 11e panchen-lama, elle réalise un film sur la disparition du jeune enfant de 6 ans qui n'a jamais été revu depuis sa disparition.
En 1999, marquant le 10e anniversaire de l’attribution du Prix Nobel de la Paix au dalaï-lama, elle réalise un documentaire rappelant L’Évasion du Dalaï Lama. Ce film est l’histoire de ce voyage raconté par le dalaï-lama et les survivants de cette époque. Marie Louville a pu refaire le voyage et tourner clandestinement ses images au Tibet à l’automne 98.
En 2003, elle se rend à nouveau clandestinement au Tibet et réalise un documentaire, Les trottoirs de Lhassa, décrivant le commerce de la prostitution à Lhassa au Tibet central.
En 2006, toujours clandestinement, Marie Louville réalise Prisonnière à Lhassa, un documentaire sur la situation des prisonniers politiques tibétains en général, et expose les efforts, notamment de l’homme d’affaires John Kamm, pour obtenir la libération des prisonniers politiques en Chine et au Tibet. Le film montre les témoignages poignants d’anciens prisonniers politiques et surtout de la nonne Ngawang Sangdrol. Des images des centres de détention près de Lhassa, notamment de la prison de Drapchi, sont montrés.
En 2007, Marie Louville et son équipe ont réalisé un documentaire sur la Ligne ferroviaire Qing-Zang, le « train de la colonisation du Tibet », Tanggula express, un train sur le toit du monde.
En 2008, elle réalise un reportage sur la jeunesse tibétaine dans la ville de Lhassa en état de siège depuis les troubles au Tibet en 2008, J’ai 20 ans et je vis à Lhassa, diffusé dans l'émission Envoyé Spécial. La même année, elle publie un recueil de photographies sur le Tibet : Tibet, Chemins de liberté - Paths of freedom.

## Filmographie
- 1987 Semaine Spécial sur le Tibet (journaux télévisés d’Antenne 2)
- 1991 Tibet : L’armée des ombres, première diffusion : Résistances (2 septembre), 40 minutes, réalisé avec Michel de Castelvard et Stéphane Allix)
- 1997 J’ai 6 ans et je suis tibétain, première diffusion : Première Ligne, 52 minutes
- 1999 L’évasion du Dalaï Lama, première diffusion : la 25e Heure, 56 minutes
- 2000 Les enfants aveugles de Lhassa, première diffusion : voix bouddhistes, 6 minutes
- 2003 Les trottoirs de Lhassa, première diffusion : Envoyé Spécial, 30 minutes
- 2006 Prisonnière à Lhassa, première diffusion : Infra Rouge, 63 minutes
- 2007 Tanggula express, un train sur le toit du monde, première diffusion : Envoyé Spécial, 30 minutes
- 2008 J’ai 20 ans et je vis à Lhassa, première diffusion : Envoyé Spécial

## Ouvrage
- Tibet, chemins de liberté - Paths of freedom, Marie Louville, PIPPA éditions, juin 2008,   (ISBN 2916506144)